# Bruno Bertucci
Bruno Bertucci (São Paulo, 27 de abril de 1990) é um ex-futebolista brasileiro que atuava como lateral-esquerdo.

## Carreira
Bruno Bertucci foi o lateral-esquerdo do Corinthians durante a conquista da Copa São Paulo de Futebol Júnior de 2009. O bom desempenho durante a Copinha fez o jogador alcançar a equipe principal do Timão na temporada, junto do volante Boquita e do meia Marcelinho. Estreou como profissional no dia 31 de maio, numa derrota por 3–1 contra o Santos, em partida válida pelo Campeonato Brasileiro. Bertucci foi reserva de André Santos e teve poucas chances no ano, fazendo apenas quatro jogos oficiais.
Para a temporada 2010, o jogador acertou com o São Caetano por empréstimo.
Em 2011, Bruno Bertucci foi jogar pelo Grasshopper da Suíça, fazendo um belo campeonato na temporada 2011–12.
Em 2012, se transferiu para o Neftçi Baku, do Azerbaijão, conquistando na sua primeira temporada a liga e a copa nacional onde ficou até fim de 2014.
Bruno Bertucci retornou ao Brasil em dezembro de 2014, para defender a Portuguesa. Foi oficialmente apresentado pela Lusa no dia 28 de janeiro de 2015.
No ano de 2016, o lateral-esquerdo atuou pela Caldense.
Em 2017, Bertucci acertou com o Atibaia. O jogador teve uma lesão no tornozelo no começo da Série A3 do Campeonato Paulista, e após ser pego no exame antidoping no dia 8 de fevereiro, recebeu dois anos de suspensão.

## Títulos
Corinthians
- Copa São Paulo de Futebol Júnior: 2009
- Campeonato Paulista: 2009
- Copa do Brasil: 2009

Neftçi Baku
- Liga Yuksak: 2012–13
- Copa do Azerbaijão: 2012–13